# Stazione di Mikawa (Ishikawa)
La stazione di Mikawa (美川駅?, Mikawa-eki) è una fermata ferroviaria della città di Hakusan, nella prefettura di Ishikawa in Giappone. La stazione è gestita dalla JR West e serve la linea principale Hokuriku.

## Linee
JR West
■ Linea principale Hokuriku

## Struttura
La stazione è costituita da un marciapiede a isola e uno laterale, con tre binari passanti. Il binario 2 è utilizzato come binario di precedenza per entrambi i sensi di marcia. Il fabbricato viaggiatori, situato sopra i binari, è collegato ai marciapiedi da scale fisse. La stazione possiede una biglietteria automatica e presenziata, servizi igienici e sala d'attesa.
| 1-2 | ■ Linea principale Hokuriku | per Kanazawa e Toyama        |
| 2-3 | ■ Linea principale Hokuriku | per Komatsu, Fukui e Tsuruga |

## Stazioni adiacenti
| 《                        | Servizio                  | 》                        |
| Linea principale Hokuriku | Linea principale Hokuriku | Linea principale Hokuriku |
| ------------------------- | ------------------------- | ------------------------- |
| Komaiko                   | Locale                    | Kaga-Kasama               |